# Otto Nordenskjold
Nils Otto Gustaf Nordenskjöld (6 de desembre de 1869-1928) va ser un geòleg, geògraf i explorador polar suec.

## Joventut
Nordenskjöld va néixer en Hesselby, municipi d'Eksjö, comtat de Jönköping, Småland a l'est de Suècia, en una família finlandesa-sueca que incloïa el seu oncle Adolf Erik Nordenskjöld, un altre destacat explorador polar. Va estudiar a la Universitat d'Uppsala, obtenint un doctorat en geologia el 1894, i més tard es fa professor associat del departament de geologia de la universitat.
Otto Nordenskjöld va liderar expedicions mineralògiques a la Patagònia a la dècada de 1890, i a Alaska i a l'àrea de Klondike (Yukon), Canadà en 1898.

## Expedició Antàrtica Sueca

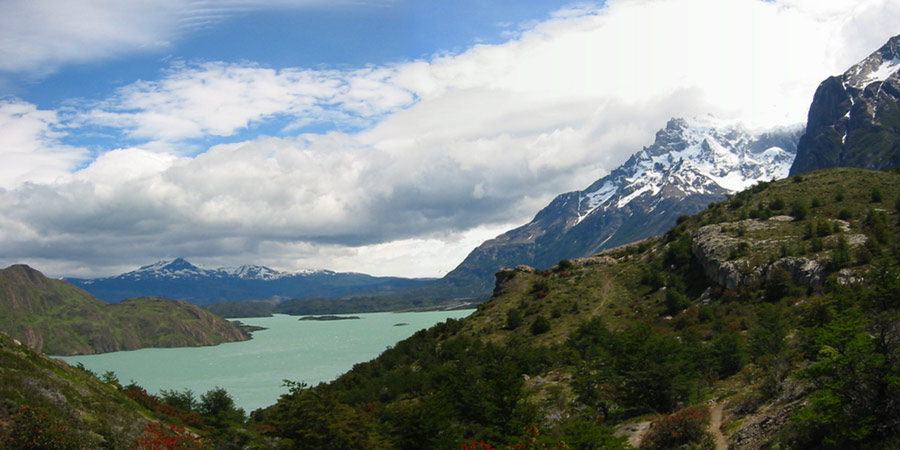
Llac Nordenskjöld

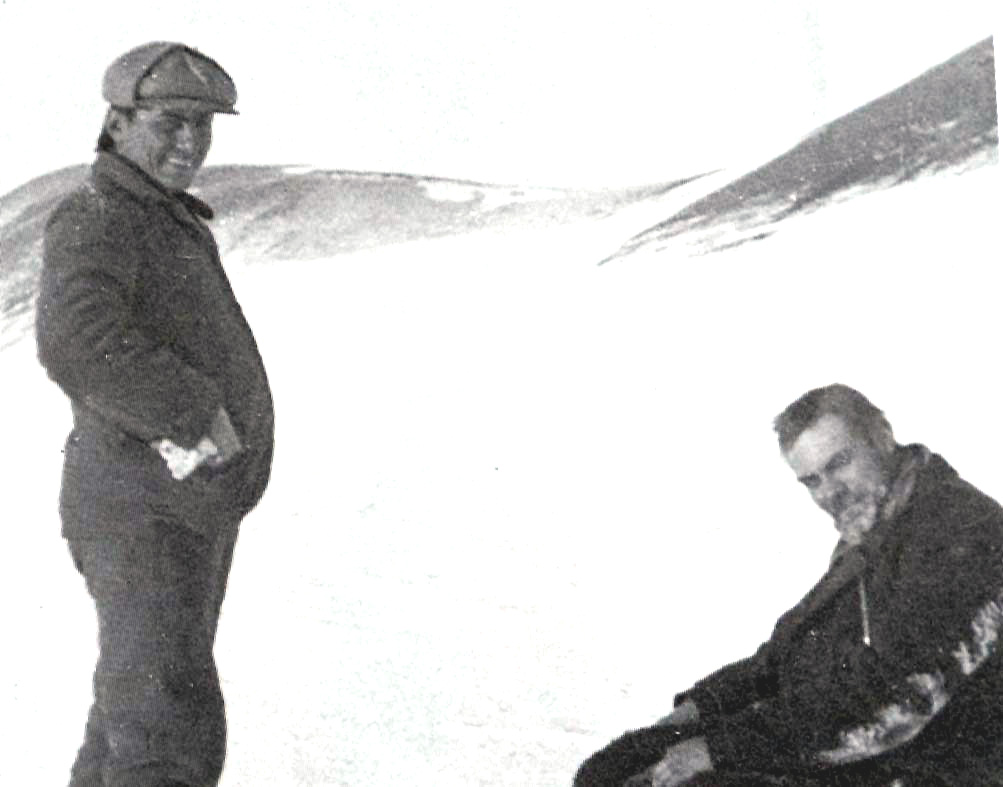
Otto Nordenskjöld (a la dreta) amb José María Sobral a l'illa Snow Hill, c. 1904

Liderà l'expedició Antàrtica Sueca de 1901-1904, a bord del vaixell Antarctic. El vaixell va sortir de Goteburg el 17 de desembre del 1901 i va parar a Buenos Aires per agafar aigua i carbó. En aquesta parada es va decidir que l'argentí José Maria Sobral participés a l'expedició.
L'expedició va visitar les illes Malvines, i el vaixell, comandat pel marí antàrtic Carl Anton Larsen, va deixar al grup de Nordenskjöld a l'illa Snow Hill, a la costa oriental de la Península Antàrtica. Nordenskjöld va passar l'hivern a l'illa, mentre l'Antarctic va tornar a les Malvines. L'estiu següent, Larsen es va dirigir de nou al sud, intentant tornar amb el grup de Nordenskjöld, però va quedar atrapat al gel, que va impactar i trencar el buc, obligant a Larsen i la seva tripulació a passar l'hivern en un refugi improvisat a Illa Paulet.
La falta de notícies sobre Nordenskjold mobilitza suecs, francesos i argentins per organitzar una expedició de rescat.
Larsen i Nordenskjöld finalment es van trobar al seu refugi a badia Esperança a finals de 1903, on van ser rescatats per la corbeta de la Marina Argentina ARA Uruguai (al comandament del capità Julián Irizar), i que havia estat enviada quan l'Antarctic havia fallat en el seu intent de tornar a Amèrica del Sud l'any anterior. Malgrat les dificultats finals i les grans penúries sofertes, l'expedició va ser considerada un èxit científic.
Durant la seva accidentada campanya, Nordenskjold aconseguí la màxima latitud austral per terra fins llavors, en haver arribat als 66 graus 33' de latitud sud. D'altra banda va precisar la, fins aquell moment, incerta geografia de la zona, havent explorat gran part de la costa oriental de la Península Antàrtica, incloent el Cap Longing, illa James Ross, el grup de l'illa Joinville, i l'arxipèlag Palmer, i realitzà observacions magnètiques.
El més sorprenent descobriment realitzat per la seva expedició és la troballa en l'illa Seymour de restes fòssils d'animals prehistòrics. Les mostres trobades, que es consolidarien amb noves troballes a les següents dècades suggereixen que la inhòspita regió havia gaudit de temperatures tropicals en altres èpoques.
De tornada a Europa, després de compartir els seus èxits científics, Nordenskjold, dos anys més tard, va escriure un llibre amb les experiències de la seva expedició.
L'expedició que va portar el nom de Nordenskjöld a la fama, també li va portar un enorme cost que el va deixar tremendament endeutat.

## Darrers anys
En 1905 va ser designat professor de geografia (amb geografia comercial) i etnografia en la Universitat de Göteborg.
Nordenskjold més tard va explorar Groenlàndia en 1909 i va tornar a Amèrica del Sud per explorar Xile i el Perú a començaments dels anys 1920. Moltes mostres d'aquesta expedició es poden apreciar en el Museo de Historia Natural de Lima). També va estudiar els efectes de l'hivern en el clima de muntanya, i la seva fórmula és un dels mitjans utilitzat per a classificar la zona climàtica polar.
Nordenskjöld va morir en una col·lisió de trànsit als 59 anys, quan va ser atropellat per un conductor d'autobús a Göteborg, on també va ser enterrat.

## Llegat
Alguns topònims han estat dedicats a Otto Nordenskjöld, entre ells:
- Llac Nordenskjöld, llac patagònico andí del parc nacional de Torres del Paine, Xile.
- Costa Nordenskjöld, secció de la costa oriental de la Península Antàrtica
- Conca de Nordenskjöld, conca submarina
- Llengua de gel Nordenskjöld, llengua de gel glacial sobre el Mar de Ross
- Glacera Nordenskjöld, glacial de Geòrgia del Sud
- Roques Nordenskjöld, afloraments rocosos en la Península Antàrtica
- Cim Nordenskjöld, muntanya de Geòrgia del Sud

## Publicacions
- Antarctica: Or, Two years amongst the ice of the South Pole ISBN 0-208-01642-2
- S A Duse (1905), Bland pingvinar ock sälar, minnen från Svenska sydpolarexpeditionen 1901-03.